# Шаста (планина)
Планина Шаста на Карук језику : Úytaahkoo  или "White Mountain" је потенцијално активан вулкан који се налази на јужном крају Каскадских планина у Калифорнији у округу Сискију. Са висином од 4321 m то је други највиши врх Каскадаских планина, а пети у Калифорнији. Планина има процењену запремину од 350 km³ и то је стратовулкан са највећом запремином у Каскадаским планинама. Планина и његова околина су под управом U.S. Forest Service.

## Карактеристике
Планина Шаста је повезана са суседном Планином Шастином и заједно чине једну целину која доминира пределом северне Калифорније. Планина се нагло уздиже око 3000 м. од оближњег терена. По јасном зимском дану Планина Шаста се може видети из Централне долине која се налази у Калифорнији око 230 км. јужно. Планина се састоји од четири преклапајуће вулканске купе укључујући главни врх и паразитску купу Шастину високу 3760 м. , која има видљив купасти облик. Ако би Планину Шастину узели као посебну целину она би била четврти највиши врх у Каскадском планинском масиву. Планина Шаста је без дубоких глечерских ерозија изузев јужне стране где се налази Sargents ridge. На планини постоји седам именованих глечера а четири највећа су Whitney, Bolam, Hotlum и Wintun. Глечери се простиру од врха до 3000 м. надморске висине углавном на северној и источној страни.

## Геологија
Пре око 593.000 г. дошло је до ерупције андезитске лаве на месту где се сада налази Планина Шаста. Временом ту је настао прастари огромни стратовулкан непознате висине. Касније између 300.000 и 360.000 г. целокупна северна страна вулкана се урушила правећи огромно клизиште запремине 27 km³. Клизиште се кретало северозападно у долину. Временом услед разних ерупција дошло је до формирање данашњег облика планине. У задњих 10.000 г. ерупција на планини се дешавала отприлике сваких 800 година. Последња значајна ерупција се догодила пре око 2 века. Планина Шаста може избацити вулкански пепео, пирокластичне токове андезидске и дацитске лаве и може да представља опасност за околна места где живи приближно 20.000 становника. Планина има експлозивну, еруптивну историју. Постоје бројне фумароле на планини које су доказ да је она још увек жив вулкан. Најгори сценарио за планину је велики пирокластични удар као што се догодило приликом ерупције планине Сент Хеленс 1980 године.